# Deutsche Fechtmeisterschaften 1928
Bei den Deutschen Fechtmeisterschaften 1928 wurden Wettbewerbe im Herrenflorett, Herrendegen und Herrensäbel ausgetragen, bei den Damen gab es nur einen Wettbewerb im Florett. Die Einzelmeisterschaften fanden vom 20. bis 22. April in Bad Eilsen statt, die Mannschaftsmeisterschaften vom 27. bis 30. September in Nürnberg. Die Meisterschaften wurden vom Deutschen Fechter-Bund organisiert. Die Fechtmeister der Deutschen Turnerschaft wurden unabhängig von den Meisterschaften des Fechter-Bundes beim Deutschen Turnfest in Köln ermittelt.

## Herren

### Florett (Einzel)
| Platz | Sportler      | Verein              |
| ----- | ------------- | ------------------- |
| 1     | Erwin Casmir  | Hermannia Frankfurt |
| 2     | Fritz Gazzera | Fechtclub Offenbach |
| 3     | Rudolf Berger | DFC Hannover        |

### Florett (Mannschaft)
| Platz | Verein              | Sportler                                           |
| ----- | ------------------- | -------------------------------------------------- |
| 1     | Hermannia Frankfurt | Erwin Casmir Heinrich Moos Fritz Becker Fritz Jack |
| 2     | Fechtclub Offenbach | Fritz Gazzera Eugen Mayer Stroh Hans Halberstadt   |
| 3     | DFC Hamburg         | Kessemeier Körner Karl Ohlsen Ernst Röthig         |

### Degen (Einzel)
| Platz | Sportler      | Verein              |
| ----- | ------------- | ------------------- |
| 1     | Erwin Casmir  | Hermannia Frankfurt |
| 2     | Heinrich Moos | Hermannia Frankfurt |
| 3     | Robert Sommer | Berliner Fechtclub  |

### Degen (Mannschaft)
| Platz | Verein                | Sportler                                               |
| ----- | --------------------- | ------------------------------------------------------ |
| 1     | Hermannia Frankfurt   | Erwin Casmir Fritz Jack Heinrich Moos Emil Schön       |
| 2     | Fechtclub Offenbach   | Fritz Gazzera Eugen Mayer Hans Halberstadt Fritz Stork |
| 3     | Stuttgarter Fechtklub | Hamberger Hoffmann Wagner Dr. Wolpe                    |

### Säbel (Einzel)
| Platz | Sportler         | Verein              |
| ----- | ---------------- | ------------------- |
| 1     | Erwin Casmir     | Hermannia Frankfurt |
| 2     | Hans Halberstadt | Fechtclub Offenbach |
| 3     | Hans Thomson     | Fechtclub Offenbach |

### Säbel (Mannschaft)
| Platz | Verein              | Sportler                                                  |
| ----- | ------------------- | --------------------------------------------------------- |
| 1     | Hermannia Frankfurt | Heinrich Moos Fritz Jack Julius Eisenecker Emil Schön     |
| 2     | Fechtclub Offenbach | Fritz Gazzera Hans Halberstadt Georg Stöhr Hans Thomson   |
| 3     | DFC Hamburg         | Körner Karl Ohlsen Ernst Röthig Jaromir Bergan (Nürnberg) |

## Damen

### Florett (Einzel)
| Platz | Sportler         | Verein              |
| ----- | ---------------- | ------------------- |
| 1     | Helene Mayer     | Fechtclub Offenbach |
| 2     | Liesel Hartmann  | Fechtclub Offenbach |
| 3     | Gretel Bihlmayer | Fechtklub Mainz     |